# Molina (Fumane)
Molina è una frazione del comune di Fumane in provincia di Verona. Si posiziona sulla strada che porta da Fumane a Breonio e Gorgusello.
Nei pressi del paese è presente il parco delle cascate di Molina.

## Il paese

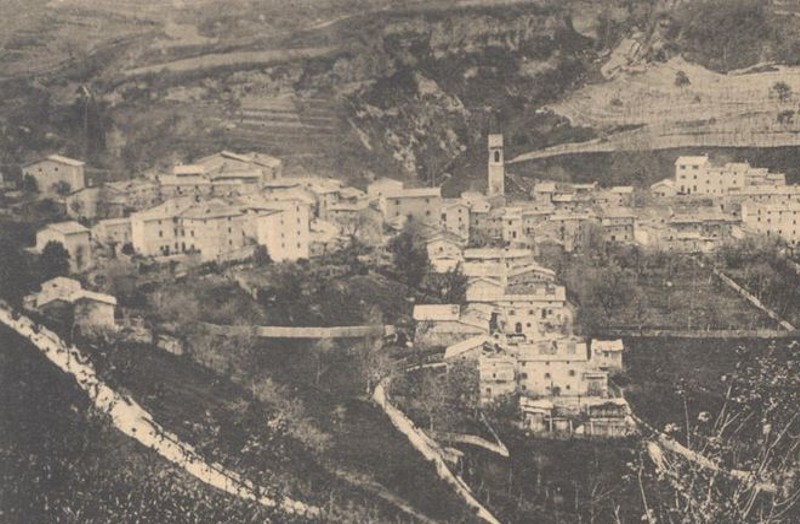
Molina in una foto d'epoca.

Molina è una piccola frazione con alcune caratteristiche importanti. È uno dei tre punti della Lessinia dove scorrono acque superficiali. La forte concentrazione di attrazioni nel piccolo centro abitato ha costretto a trasformarlo in una isola pedonale cui hanno accesso solo i residenti. È uno dei classici villaggi di pietra presenti nella Lessinia. Il suo nome deriva dalla presenza dei mulini nel paese e lungo la valle, nelle vicinanze.

## La parrocchiale
La costruzione dell'attuale chiesa è dell'inizio del XX secolo, dal 1904 al 1910, su progetto dell'architetto Flaminio Fraccaroli. Interessante è il campanile, precedente alla chiesa attuale, costruito integralmente in pietra della Lessinia.
Divenne parrocchia il 1º gennaio 1915 e fu consacrata dal cardinale Bartolomeo Bacilieri nativo del paese.

## Il parco delle cascate

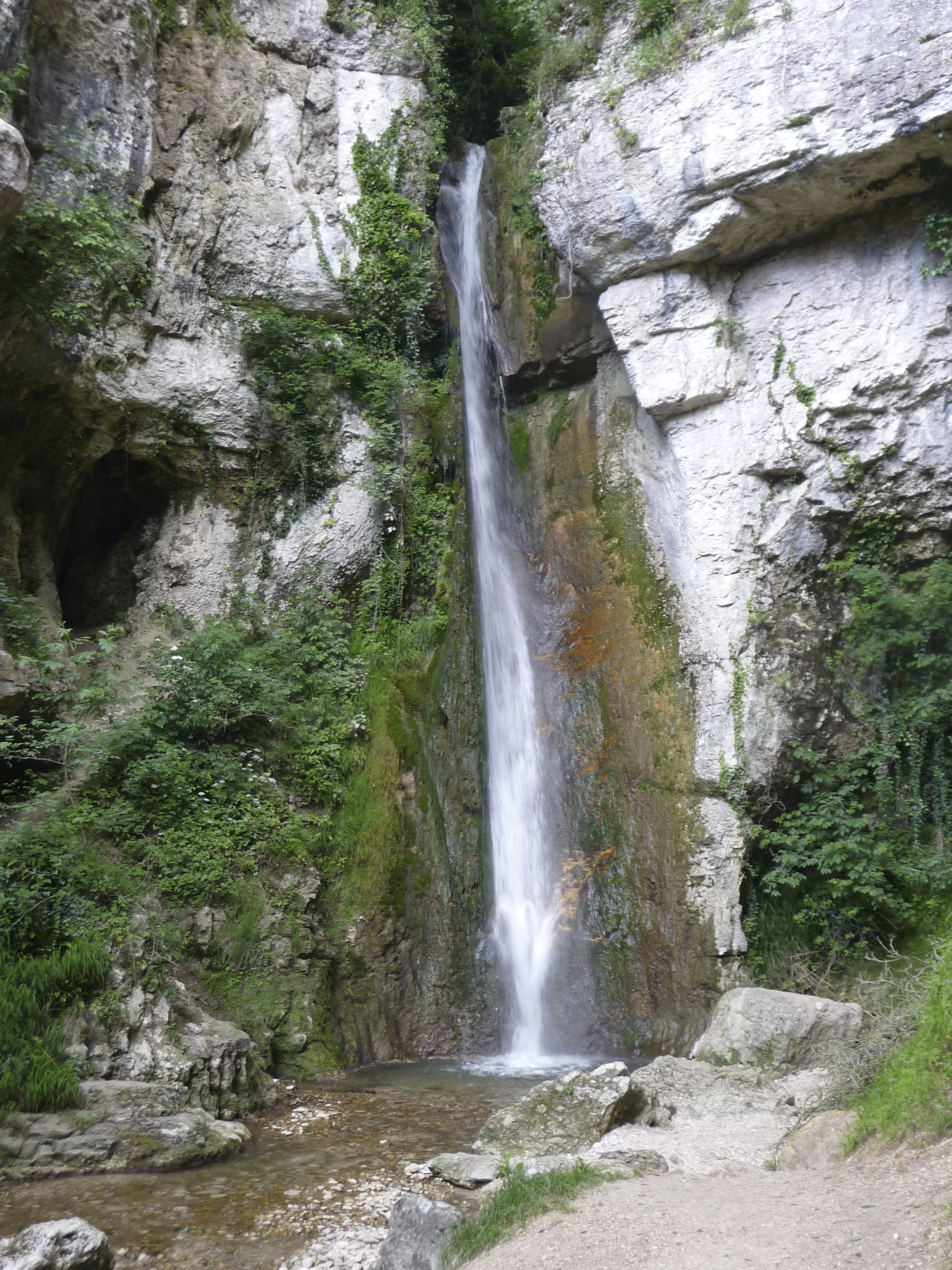
Parco delle cascate di Molina.

Il parco delle cascate di Molina fu proposto dal professor Giuseppe Perin, appassionato di geologia e confratello dell'ordine di Don Calabria. Colpito dall'unicità della zona delle cascate, propose alla comunità di Molina e alle autorità locali di costituire il parco. Perin fu attivo in altre parti della Lessinia tra cui la Valle delle sfingi a Camposilvano. Il parco attira tra 30.000 e 50.000 visitatori ogni anno, creando posti di lavoro che hanno permesso di mantenere la residenza a più molinesi. La comunità di Molina, riconoscente delle intuizioni di Perin, lo ha ricordato con una stele nella piazza della Chiesa.

## Il museo botanico
È uno dei sette musei del Sistema museale della comunità della Lessinia.
Il Museo Botanico della Lessinia di Molina fu inaugurato nel 1981 e ampliato nel 1996. È nell'edificio adiacente al campanile. Il museo è intitolato ad un medico e botanico nato a Molina nel 1773, Giovanni Zantedeschi. Espone circa 300 specie della flora della Lessinia e della Valpolicella.

## Il Riparo Solinas

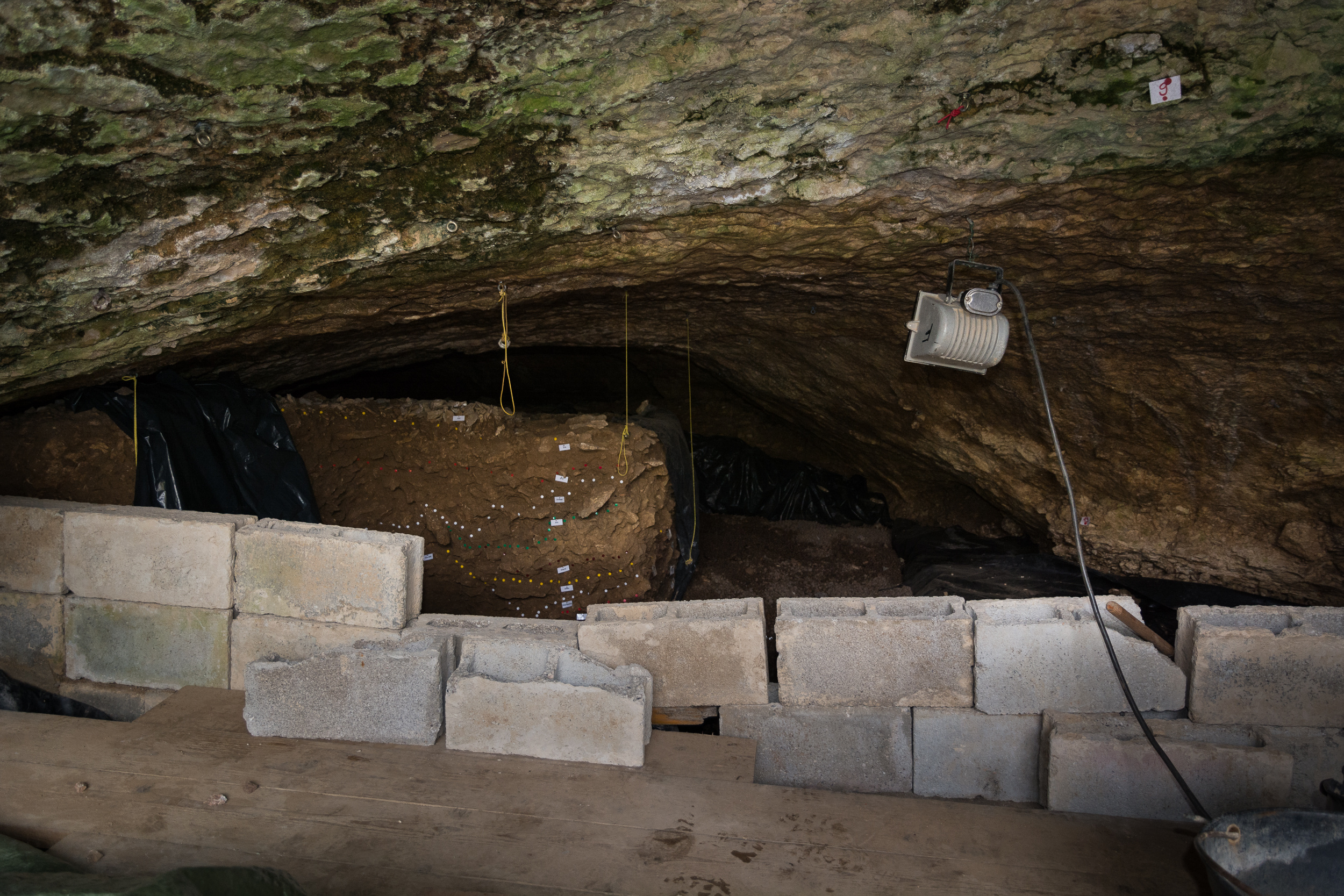
Grotta di Fumane.

Il Riparo Solinas, noto anche come Grotta di Fumane, si trova a sud dell'abitato di Molina, sulla strada che da Cà Gottolo si inerpica verso Molina.
Fu scoperto nel 1962 da Giovanni Solinas con il figlio Alberto, entrambi appassionati e studiosi della Paleontologia e della Preistoria locale. Il Riparo fu abitato per un lunghissimo periodo che va da circa 60 000 anni fa con presenze dell'uomo di Neanderthal (Homo neanderthalensis), dall’Homo sapiens dell'Aurignaziano, circa 34 000 a 32 000 anni fa, fino al crollo della grotta che si presume risalga a 25 000 anni fa, come conseguenza ed effetto di una glaciazione.
Viene considerato da molti il sito più importante in Europa per il lungo periodo di utilizzo e per caratteristiche proprie che ha. Si unisce ad un sistema di presenze preistoriche nel nord veronese che ha le più ampie ed importanti ed accessibili nel Riparo Soman, nel Riparo Tagliente, nel Covolo di Camposilvano, nel sistema di grotte ai piedi del Ponte di Veja, nel Castelliere delle Guaite e in una miriade di presenze minori, frequentabili e documentate.

## La festa delle cascate
La terza domenica di luglio si svolge la festa delle cascate. Nel 2017 si è tenuta la 45ª edizione. All'interno della festa vengono cucinati cibi tipici del paese, come la zuppa del Mugnaio (da ricordare l'acqua superficiale e la conseguente presenza dei mulini) e la trota alle erbette aromatiche locali. La festa ha inglobato in sé da anni altre manifestazioni, come la rassegna del formaggio Monte Veronese, la rassegna del vino Valpolicella classico superiore, Amarone e Recioto e la recente Rassegna artigianale delle arti e degli antichi mestieri.